# Vermeylenfonds
Le Vermeylenfonds est une association culturelle flamingante, fondée en 1945 à Bruxelles dans le but d'étudier et de poursuivre l'œuvre d'August Vermeylen.  En outre, le Vermeylenfonds fut créé en vertu du processus d'élargissement du mouvement flamand, auquel appartenaient déjà des associations catholique (le Davidsfonds) et libérale (le Willemsfonds).  
L'initiative de créer ce fonds fut prise au sein des cercles libéraux-socialistes ; les premières années, de nombreux membres s'investissaient également dans le Willemsfonds libéral.  En 1961, cependant, le Vermeylenfonds décida d'adopter une position exclusivement socialiste.  En tant que groupe de pression, le Vermeylenfonds prit également position dans le débat politique en Flandre.  
Le Vermeylenfonds fut un des membres (fondateurs) de l'organe de concertation des associations flamandes (Overlegcentrum van Vlaamse Verenigingen, OVV), et cela jusqu'en 1991, quand il fut décidé — avec le Willemsfonds — de quitter l'OVV à la suite de la fédéralisation de la Belgique,. 

### Source
- (nl) Cet article est partiellement ou en totalité issu de l’article de Wikipédia en néerlandais intitulé « Vermeylenfonds » (voir la liste des auteurs).